# Mumford & Sons
Mumford & Sons – angielski zespół wykonujący muzykę folk rock, założony w 2007.
Mumford & Sons wywodzą się z nurtu nazywanego "West London folk scene", w skład którego wchodzą m.in. Laura Marling, Johnny Flynn czy Noah and the Whale.
we wrześniu 2009  grupa wydała debiutancki album Sigh No More, który w Wielkiej Brytanii osiągnął status platynowej płyty. W 2013 roku muzycy, za swój drugi album – Babel, dostali nagrodę Grammy w kategorii Najlepszy Album Roku.
W Polsce wystąpili 7 lipca 2012 na Open'er Festival, 4 marca 2013 w warszawskim klubie Stodoła oraz 3 lipca 2015 na Open'er Festival jako headliner.

## Skład
- Marcus Mumford – wokal, gitara, perkusja, mandolina
- Ben Lovett – wokal, klawisze, akordeon, perkusja
- "Country" Winston Marshall – wokal, banjo, dobro
- Ted Dwane – wokal, kontrabas, perkusja, gitara

## Dyskografia
| Tytuł        | Data                | Wydawca        | Pozycja na liście | Pozycja na liście | Pozycja na liście | Pozycja na liście | Pozycja na liście | Pozycja na liście | Pozycja na liście | Pozycja na liście | Pozycja na liście | Pozycja na liście | Certyfikat                                                                          |
| Tytuł        | Data                | Wydawca        | UK                | AUS               | AUT               | CAN               | GER               | IRE               | NLD               | NZ                | SWE               | US                | Certyfikat                                                                          |
| ------------ | ------------------- | -------------- | ----------------- | ----------------- | ----------------- | ----------------- | ----------------- | ----------------- | ----------------- | ----------------- | ----------------- | ----------------- | ----------------------------------------------------------------------------------- |
| Sigh No More | 5 października 2009 | Island Records | 2                 | 1                 | 44                | 2                 | 29                | 1                 | 3                 | 1                 | 28                | 2                 | - UK: 4× platyna - AUS: 4× platyna - CAN: 2× platyna - NZ: platyna - US: 2× platyna |
| Babel        | 21 września 2012    | Island Records | 1                 | 2                 | 2                 | 1                 | 2                 | 1                 | 1                 | 1                 | 4                 | 1                 | - CAN: 4× platyna - UK: 3× platyna - AUS: 3× platyna - US: 2× platyna               |
| Wilder Mind  | 4 maja 2015         | Island Records | 1                 | 1                 | 2                 | 1                 | 2                 | 1                 | 1                 | 4                 | 2                 | 1                 | - UK: srebro                                                                        |
| Delta        | 16 listopad 2018    |                |                   |                   |                   |                   |                   |                   |                   |                   |                   |                   |                                                                                     |

## Nagrody i wyróżnienia
| Rok  | Kategoria                         | Tytułem        | Nagroda               | Uwagi     |
| ---- | --------------------------------- | -------------- | --------------------- | --------- |
| 2009 | BBC Sound of 2009                 | Mumford & Sons | BBC Sound of 2009     | Nominacja |
| 2010 | Most Popular International Artist | Mumford & Sons | ARIA Music Awards     | Laur      |
| 2011 | Favorite Alternative Rock Artist  | Mumford & Sons | American Music Awards | Nominacja |
| 2013 | Favorite Alternative Rock Artist  | Mumford & Sons | American Music Awards | Nominacja |
| 2013 | Most Popular International Artist | Mumford & Sons | ARIA Music Awards     | Nominacja |
| 2013 | Choice Rock Group                 | Mumford & Sons | Teen Choice Awards    | Nominacja |